# Finski jezici
Finski jezici, skupina ugrofinskih jezika iz sjeverne Europe, u Finskoj, Rusiji, Norveškoj i Švedskoj,  nazivana i finopermajčka, po kojoj se grana na finočeremisku i permjačku skupinu. Klasična je podjela bila na baltofinsku, povolškofinsku, permjačku i laponsku.
a) Baltofinski (11) Finska, Estonija, Rusija: estonski, finski, ingrijski, karelski, kvenski, livonski, ludijski, olonecki, tornedalski, vepski, vodski.
b) Povolškofinski ili čeremiska (4) Rusija: mordvinski (erzja i mokša), marijski (čeremiski; istočni i zapadni)),
c) Permjački (3), Rusija: votjački ili udmurtski, permjački, zirjanski.
d) laponski (11) Finska, Norveška, Švedska, Rusija: akkalski, inarijski, južni, kemski, kildinski, lulejski, pitejski, sjeverni, skoltski, terski, umejski.
Današnji finski jezici (nekadašnja baltofinska skupina) danas se vode kao jedna od glavnih skupina uralskih jezika u koje još pripadaju i marijska ili čeremiska i mordvinska (nekadašnja povolškofinska skupina), permjačka (uključuje i udmurtski), samijska ili laponska, samojedska i ugarski jezici: mađarski, hantijski ili ostjački i vogulski ili mansijski.
Članovi finskih (nekadašnjih baltofinskih jezika) su: estonski, finski, kvenski finski, tornedalski finski, ingrijski, karelski, livonski, olonecki, ludijski, vepsijski i vodski

## Vanjske poveznice
- Ethnologue (15th)
- Finnic Languages  Arhivirana inačica izvorne stranice od 4. lipnja 2008. (Wayback Machine)
- Origin of Finnish and related languages